# Dicolpus orientalis
Dicolpus orientalis är en insektsart som beskrevs av Van der Weele 1909. Dicolpus orientalis ingår i släktet Dicolpus och familjen fjärilsländor. Inga underarter finns listade i Catalogue of Life.